# 上官藎
上官藎（？—1636年），字忠赤，山西平陽府曲沃縣人，明朝政治人物。

## 生平
萬曆四十三年（1615年）乙卯科山西鄉試舉人，授順義縣知縣，廉潔有聲，居官三年有十餘薦章。崇禎九年（1636年）清軍進攻順義，與遊擊治國器、都指揮蘇時雨等拒守，城破後自縊身亡。